# Renée Elise Goldsberry
Renée Elise Goldsberry, née le 2 janvier 1971 à San José, est une actrice et chanteuse américaine.
Elle est notamment connue pour son rôle d'Angelica Schuyler Church dans la comédie musicale Hamilton et ses participations aux séries télévisées The Good Wife et On ne vit qu'une fois.

## Filmographie

### Actrice

#### Cinéma
- 2001 : All About You : Nicole (en tant que Renee Goldsberry)
- 2001 : Palco & Hirsch : Jessica
- 2002 : Turnaround : Rachel (en tant que Renee Goldsberry)
- 2014 : Every Secret Thing : Cynthia Barnes
- 2015 : Sisters : Kim
- 2018 : La Prophétie de l'horloge (The House with a Clock in its Walls)
- 2020 : Hamilton : Angelica Schuyler
- 2025 : A House of Dynamite de Kathryn Bigelow

#### Courts-métrages
- 2009 : Jump the Broom: A Musical

#### Télévision

##### Séries télévisées
- 1997 : 1, rue Sésame : Yellow Palette
- 1997-2002 : Ally McBeal : Singer / Backup Singer #1 / Ikette #1 / ...
- 1999 : Ally : Ikette #3 / Ikette #1
- 1999-2007 : On ne vit qu'une fois : Evangeline Williamson / Evenagline Williamson
- 2002 : Any Day Now (en) : Beverly Morris
- 2002 : One on One : Paulette
- 2002 : Providence : Clare
- 2002 : Star Trek: Enterprise : Crewman Kelly
- 2002 : That '80s Show : Spokesmodel #2
- 2008 : Life on Mars : Denise Watkins
- 2008 : The Return of Jezebel James : Paget
- 2010 : FBI: Duo très spécial : Ellen Samuel
- 2010 : Lens on Talent
- 2010 : Royal Pains : Mrs. Phillips
- 2010 : Running Wilde
- 2010-2016 : The Good Wife : Geneva Pine
- 2013 : Following : Olivia Warren
- 2013 : Save Me : Mary
- 2013-2014 : New York, unité spéciale : Martha Marron
- 2014 : Masters of Sex : Morgan Hogue
- 2015 : Younger : Courtney Ostin
- 2017 : The Get Down : Misty Holloway
- 2018 : La Garde du Roi Lion : Dhahabu
- 2018-2020 : Altered Carbon : Quellcrist Falconer / Quell
- 2019-2021 : Evil : Renée Harris
- depuis 2021 : Girls5eva : Wickie Roy
- 2022 : She-Hulk : Amelia

##### Téléfilms
- 2008 : Rent: Filmed Live on Broadway : Mimi Marquez
- 2016 : I Shudder : Lucy Wainscott
- 2017 : The Immortal Life of Henrietta Lacks : Henrietta Lacks

### Parolière

#### Séries télévisées
- 2017 : The Get Down

## Récompenses
| Année | Prix                        | Categorie                                      | Pour                    | Résultat   |
| ----- | --------------------------- | ---------------------------------------------- | ----------------------- | ---------- |
| 2004  | NAACP Image Award           | Meilleur second rôle dans un Soap Opera        | On ne vit qu'une fois   | Nomination |
| 2005  | Soap Opera Digest Award     | Favorite Triangle Amoureux                     | On ne vit qu'une fois   | Lauréat    |
| 2005  | Drama League Award          | Performance distinguée                         | Two Gentlemen of Verona | Nomination |
| 2006  | Daytime Emmy Award          | Meilleur second rôle dans un Soap Opera        | On ne vit qu'une fois   | Nomination |
| 2007  | Daytime Emmy Award          | Meilleur second rôle dans un Soap Opera        | On ne vit qu'une fois   | Nomination |
| 2007  | Image Award                 | Meilleur second rôle dans un Soap Opera        | On ne vit qu'une fois   | Nomination |
| 2011  | Outer Critics Circle Award  | Meilleur second rôle dans une pièce de théâtre | Good People             | Nomination |
| 2015  | Drama Desk Award            | Meilleur second rôle dans une comédie musicale | Hamilton                | Lauréat    |
| 2015  | Lucille Lortel Award        | Meilleur second rôle dans une comédie musicale | Hamilton                | Lauréat    |
| 2016  | Tony Award                  | Meilleur second rôle dans une comédie musicale | Hamilton                | Lauréat    |
| 2016  | Grammy Award                | Meilleur album vocal de comédie musicale       | Hamilton                | Lauréat    |
| 2016  | Broadway.com Audience Award | Meilleur second rôle dans une comédie musicale | Hamilton                | Lauréat    |